# X Congresso panrusso dei Soviet
Il X Congresso panrusso dei Soviet si tenne a Mosca dal 23 al 27 dicembre 1922. Vi parteciparono 1727 delegati russi e 488 ospiti dall'Ucraina, dalla Bielorussia e dalla Repubblica Socialista Federativa Sovietica Transcaucasica, delegati del I Congresso dei soviet dell'URSS, che stava per essere convocato. Al Congresso vi erano 2092 bolscevichi, 118 indipendenti e 5 membri di altri partiti. Il Congresso era composto per il 44% da operai, per il 31% da contadini e per il 25% da impiegati, studenti e altri gruppi.

## Risultati delle elezioni[1]
| Liste  | Liste                                | Voti | %     | Seggi |
| ------ | ------------------------------------ | ---- | ----- | ----- |
|        | Partito Comunista Russo (bolscevico) |      | 94,45 | 2092  |
|        | Altri partiti                        |      | 0,23  | 5     |
|        | Indipendenti                         |      | 5,32  | 118   |
| Totale | Totale                               |      | 100   | 2215  |

## Svolgimento[1]
La prima questione da affrontare era il rapporto del Comitato Esecutivo Centrale panrusso e del Consiglio dei commissari del popolo sulla politica interna ed estera della Repubblica, che fu letto da Kamenev.
Aleksandr Aleksandrovič Bogdanov, presidente del Consiglio panrusso sull'Economia Nazionale, lesse un rapporto sull'industria statale, e vi furono anche rapporti da parte del Commissariato del Popolo per l'Agricoltura (rappresentato da Mesiatsev), del Commissariato del Popolo per l'Educazione (rappresentato da Anatolij Vasil'evič Lunačarskij), e del Commissariato del Popolo per le Finanze (rappresentato da Grigorij Jakovlevič Sokol'nikov).
Stalin presentò la proposta di creazione dell'Unione delle Repubbliche Socialiste Sovietiche, e si tennero le elezioni per il Comitato esecutivo centrale panrusso. Prima del Congresso, Stalin aveva dichiarato: "lasciateci sperare, compagni, che attraverso la formazione della nostra Repubblica Unita potremo creare un muro resistente contro il capitalismo internazionale, e che il nuovo Stato Unito sarà un altro passo decisivo verso l'unione del popolo lavoratore del mondo intero in una Repubblica Socialista Sovietica Mondiale". Il Congresso approvò la politica interna ed estera del governo della Repubblica Socialista Federativa Sovietica Russa. Considerando le nuove condizioni della vita economica e politica del Paese, che richiedeva l'unificazione delle repubbliche sovietiche in un solo Stato, il Congresso adottò una risoluzione che riconosceva l'immediata unificazione della Repubblica Socialista Federativa Sovietica Russa, della Repubblica Socialista Sovietica Ucraina, della Repubblica Socialista Sovietica Bielorussa e della Repubblica Socialista Federativa Sovietica Russa Transcaucasica nell'Unione delle Repubbliche Socialiste Sovietiche. Una delegazione fu eletta al I Congresso dei soviet dell'URSS per stendere una bozza della Dichiarazione e del Trattato di formazione dell'URSS.
Il Congresso prese una risoluzione sulla condizione dell'industria, evidenziando la necessità di aumentare la scorta di materiali grezzi per l'industria leggera e di aumentare il finanziamento dell'industria pesante. Fu adottato un provvedimento sulle misure designate per rafforzare e sviluppare l'agricoltura attraverso l'incoraggiamento e l'aiuto del lavoro delle cooperative agricole e migliorare l'addestramento agricolo. Il Congresso, attraverso una risoluzione, inoltre, istituì la prima fiera agricola. Per la prima volta, poi, fu preso in considerazione un ampio programma di educazione popolare. Per quanto riguarda la politica finanziaria, il Congresso delineò delle misure per eliminare il deficit di bilancio. Fu adottata una risoluzione sul lavoro della Commissione Centrale nella lotta contro le tracce della fame.
Il Congresso rivolse un appello a tutti i popoli del mondo, affermando la stabilità della politica pacifica della potenza sovietica ed evidenziando la necessità del disarmo.
Fu eletto un nuovo Comitato Esecutivo Centrale panrusso, formato da 270 membri permanenti e 118 candidati.